# Запасний командний пункт Чорноморського флоту
44°31′03″ пн. ш. 33°42′5″ сх. д. / 44.51750° пн. ш. 33.70139° сх. д.
Запасни́й кома́ндний пу́нкт Чорномо́рського фло́ту (також відомий як «Об'єкт № 221», «Алсу-2») — недобудований військовий об'єкт, розташований у схилі гори Нішан-Кая в Криму, між Форосом і Балаклавою. Є найбільшою відомою підземною спорудою на території України.

## Опис
Об'єкт 221 розташований в горі Нішан-Кая, урочище Алсу, недалеко від Балаклави. Потрапити на об'єкт можна, повернувши з основної дороги Севастополь-Ялта на село Морозівка (до 1944 року Алсу). Будівництво об'єкта було розпочато у 1977 році і тривало близько 15 років. У 1992 році, після розвалу СРСР, майже закінчений об'єкт був покинутий, і дотепер повністю розграбований розкрадачами металу. Споруда являє собою дві потерни, що з'єднані всередині округлими тунелями. Фактично, в горі Нішан-Кая зведено чотириповерховий будинок. Потерни закінчуються замаскованими входами, у вигляді двох двоповерхових будівель, входи в які закривалися масивними дверима. На вершині гори знаходяться виходи вентиляційних і хвилеводних шахт, діаметром 4.5 метри і висотою близько 182 метрів. Шахти на вершині гори перекриті бетонними спорудами з шлюзовими камерами.
В 2021 році ЗС РФ взялись за відновлення командного пункту Алсу-2

## Див.також
- Утьос (береговий ракетний комплекс)